# Rudko Kawczynski
Rudko Kawczynski (* 26. November 1954 in Krakau) ist ein Bürgerrechtsaktivist und führendes Mitglied in mehreren Organisationen der Roma. Er war 2005 bis 2014 Präsident des European Roma and Travellers Forum (ERTF), das auf Initiative der finnischen Präsidentin Tarja Halonen und des französischen Präsidenten Jacques Chirac zur Gründung einer permanenten Romavertretung  beim Europarat angegliedert wurde, Board Member des Roma National Congress (RNC), einem Dachverband von Bürger- und Menschenrechtsbewegungen der Roma, Vorstandsvorsitzender der Rom und Cinti Union, Mitglied des Integrationsbeirates in Hamburg für den Bereich Europa und Mitglied der Hamburger Stiftung "Hilfe für NS-Verfolgte".

## Leben
Kawczynski wurde in Polen geboren. 1956 emigrierte seine Familie zunächst nach Österreich und danach nach Deutschland, wo die Familie einen Asylantrag stellte.

## Musikalisches Werk mitDuo Z
Bei einer Kundgebung im KZ Bergen-Belsen lernte Kawczynski den Musiker Tornado Rosenberg kennen. Beide traten zusammen seit Anfang der 1980er-Jahre als Duo Z auf. Stilistisch ist Duo Z ein für die 60er und 70er typisches Liedermacherduo. Die Texte beschreiben Angelegenheiten und Diskriminierung der Roma und Sinti in engagierter sowie zynischer Weise – von ihrer Vernichtung in Auschwitz bis hin zum Alltagsrassismus. Die 1981 bei pläne unter der Nummer 88257 veröffentlichte Schallplatte "ganz anders" umfasste 13 Lieder mit Titeln wie "Das Ordnungsamt", "Kind im Getto" oder "Lustig wär das Zigeunerleben" und wurde im Kulturteil der Presse wohlwollend rezensiert. Sein musikalisches Engagement gab er trotz des Erfolgs zu Gunsten politischer Aktivitäten auf. Im Spiegel begründete Kawczynski das so: "Auf der Bühne war ich anerkannt, doch hinterher in der Kneipe war ich wieder der Zigeuner."

## Politisches Engagement
1975 gründete er mit weiteren Aktivisten die Rom und Cinti Union e. V. mit Sitz in Hamburg. Er wurde mehrmals zum Vorsitzenden dieser Organisation gewählt. 
In den Jahren 1989–1991 war Kawczynski maßgeblich an Protesten von in Deutschland asylsuchenden Roma gegen die ihnen bevorstehenden Abschiebungen nach Jugoslawien beteiligt. Diese Proteste umfassten Streiks, Märsche, Besetzungen von Institutionen, Blockaden von Straßen und Grenzübergängen bis hin zum Hungerstreik  im KZ Neuengamme. Der in Bürgerrechtskämpfen erfahrene Kawczynski hatte dabei die Rolle des Übersetzers und Sprechers inne. Der Dokumentarfilm Gelem Gelem dokumentiert diese Kämpfe und Kawczynskis Aktivitäten.
Nach verschiedenen Hungerstreiks zur Durchsetzung der Offenlegung von NS-Akten beschäftigte sich Kawczynski ab 1993 mit der Aufarbeitung des Holocausts an den Roma. Er war weiter Initiator oder Mitwirkender vieler Roma-Projekte, wie zum Beispiel dem Roma Network Program oder dem Roma Education Fond.
Außerdem fungierte Kawczynski als Experte in Flüchtlings- und Einwanderungsangelegenheiten für  deutsche Organisationen wie das Bündnis 90/Die Grünen. 1982 bis 1988 engagierte er sich in der SPD, danach bei den Grünen, welche mit dem zu diesem Zeitpunkt noch staatenlosen Spitzenkandidat für die Europawahl am 18. Juni 1989 „ein Zeichen setzen wollten gegen Ausländerfeindlichkeit und Zigeunerdiskriminierung“ trotz fehlendem aktivem und passivem Wahlrecht.

## Film
Rudko Kawczynski ist in dem 1991 gedrehten Feature-Film Gelem Gelem – Wir gehen eine langen Weg von rhizomfilm zu sehen, der den Kampf einer Gruppe von etwa 400 Roma auf Bleiberecht mittels Hungerstreik im KZ Neuengamme und eines Marschs in den Jahren 1989/90 dokumentiert.